# قائمة البراكين في أفغانستان
تضم هذه القائمة البراكين في أفغانستان.
| الاسم                | الارتفاع | الارتفاع | الموقع                            | آخر ثوران معروف |
| الاسم                | أمتار    | أقدام    | إحداثيات                          | آخر ثوران معروف |
| -------------------- | -------- | -------- | --------------------------------- | --------------- |
| مجموعة Dacht-i-Navar | 3،800    | 12،464   | 33°57′N 67°55′E / 33.95°N 67.92°E | العصر الجليدي   |
| مجموعة بركان لومان   | 4،559    | 14954    | 33°20′N 67°51′E / 33.33°N 67.85°E | العصر الجليدي   |
| مجموعة فاكاك         | 3،190    | 10،463   | 34°15′N 67°58′E / 34.25°N 67.97°E | العصر الجليدي   |
| مجموعة زاردولو       | 3000     | 9،840    | 33°15′N 67°55′E / 33.25°N 67.92°E | العصر الجليدي   |